# موريل بومونت
موريل بومونت، ليدي دو مورييه ولدت 14 أبريل 1876 - 27 نوفمبر 1957 ممثلة مسرحية إنجليزية من عام 1898 تقاعدت عام 1910. و زوجة الممثل والمدير السير جيرالد دو مورييه وأم الكاتبين أنجيلا دو مورييه ودافني دو مورييه والفنانة جين دو مورييه .